# 2006年亞洲運動會中國香港代表團
| 香港區旗                         |      |      |      |      |      |      |
| 本屆亞運會中國香港獎牌數逐日統計 |      |      |      |      |      |      |
| 順序                             | 12月 | 位次 | 金牌 | 銀牌 | 銅牌 | 獎牌 |
| 第1天                            | 1日  | /    | 0    | 0    | 0    | 0    |
| 第2天                            | 2日  | 8    | 0    | 0    | 2    | 2    |
| 第3天                            | 3日  | 7    | 1    | 0    | 1    | 2    |
| 第4天                            | 4日  | 13   | 0    | 0    | 0    | 0    |
| 第5天                            | 5日  | 11   | 0    | 1    | 0    | 1    |
| 第6天                            | 6日  | 9    | 1    | 2    | 1    | 4    |
| 第7天                            | 7日  | 9    | 0    | 2    | 0    | 2    |
| 第8天                            | 8日  | 10   | 1    | 1    | 0    | 2    |
| 第9天                            | 9日  | 9    | 1    | 1    | 1    | 3    |
| 第10天                           | 10日 | 12   | 0    | 0    | 0    | 0    |
| 第11天                           | 11日 | 11   | 1    | 2    | 0    | 3    |
| 第12天                           | 12日 | 14   | 0    | 0    | 2    | 2    |
| 第13天                           | 13日 | 14   | 1    | 1    | 3    | 5    |
| 第14天                           | 14日 | 15   | 0    | 2    | 0    | 2    |
| 第15天                           | 15日 | /    | 0    | 0    | 0    | 0    |

2006年多哈亞運會於2006年12月1日至15日在卡塔爾多哈舉行。香港以「中國香港」的獨立身份名義參賽，本條目列出香港運動員於本屆亞運會的情況。
本屆賽事中國香港共奪得六金十二銀十銅共廿八面獎牌，超越1998年曼谷亞運會五金六銀六銅的最佳成績，數目上亦比獲得最多廿一面獎牌的2002釜山亞運會為多。

## 代表團簡介
中國香港共派出281名運動員參加今屆亞運會，共參與30個項目，包括：游泳、射箭、田徑、羽毛球、籃球、健美、保齡球、獨木舟、桌球、單車、馬術、劍擊、足球、手球、曲棍球、柔道、空手道、賽艇、欖球、帆船、射擊、壁球、乒乓球、網球、三項鐵人、沙灘排球、室內排球、舉重、滑浪風帆及武術。

## 選手村升旗禮
中國香港代表團升旗禮於2006年11月30日在多哈亞運選手村舉行，主禮人包括中國香港體育協會暨奧林匹克委員會會長霍震霆、民政事務局局長何志平、康樂及文化事務署署長周達明及中國香港代表團團長馮劉掌珠、代表團秘書長彭沖，約有80名運動員出席儀式。

## 開幕式
12月1日的亞運開幕，代表團由2005年東亞運動會射擊金牌得主王輝擔任持旗手。

## 日誌

### 12月2日
- 在開幕式後的翌日， 團長馮劉掌珠投訴多哈亞運組委會。她表示在開幕式前，當地下大雨而令到運動員全身濕透，她當時詢問該組委會後的回答指無任何辦法可以協助，且無任何解決方法[1]。
- 舉重選手在女子舉重53公斤級別，以總成績207公斤奪得銅牌，為港隊奪得本屆首面獎牌，亦是港隊歷來首面舉重獎牌。
- 乒乓球男子隊成員在男子乒乓球團體賽準決賽中敗於韩国，取得銅牌。

### 12月3日
- 單車選手黃金寶在男子單車公路賽，以3:45:02勝出取得金牌。是今屆亞運會港隊的首面金牌。
- 4名女游泳隊成員韋漢娜、蔡曉慧、李亮及施幸余，在女子4x100米自由泳取得第四名，時間3分48秒82，打破香港紀錄。由於獲得第2名的韩国隊偷步被取消資格，因此獲得銅牌。

### 12月4日
- 男子排球隊於B組分組賽事中以直落三局 25-23, 25-18, 25-19 擊敗澳门。
- 女子400米自由泳，泳手藍家汶以破香港紀錄成績得到第六名。

### 12月5日
- 桌球隊的傅家俊與陳偉麒在英式桌球雙人賽決賽，以1-3負於丁俊暉及田鵬飛，取得銀牌。
- 乒乓球隊分別於男單，男雙，女單及女雙打入四強，肯定至少獲得一面銅牌。

### 12月6日
- 男子乒乓球方面，「乒乓孖寶」李靜及高禮澤在男子雙打賽擊敗马琳及陳紀，取得金牌。男子單打項目，李靜在四強敗給马琳後，奪得銅牌。
- 女子乒乓球方面，帖雅娜和張瑞在女子雙打賽中擊敗王楠及陳晴，然而在決賽敗給郭躍及李曉霞，最終取得銀牌。
- 英式桌球選手陳偉麒、傅家俊和馮國威在英式桌球團體賽決賽，以0-3負於中国隊取得銀牌。
- 單車代表隊於公路隊際計時賽僅得第七。

### 12月7日
- 女子乒乓球單打決賽，帖雅娜以3-4敗於郭躍，取得銀牌。
- 划艇女選手李嘉文，在女子輕量級單人雙槳划艇賽決賽，取得銀牌。
- 英式桌球男子單打選手傅家俊及馮國威均於八強被对手擊敗出局。

### 12月8日
- 李致和在男子三項鐵人賽中取得銀牌。
- 健美代表陳潤韜在男子75公斤以下級健美項目取得金牌，為今屆香港奪得第3面金牌。

### 12月9日
- 王晨在女子羽毛球單打決賽中，以21-14、22-20，局數2-0擊敗葉姵延，包辦金牌及銀牌。是香港首次在大型運動會包辦金、銀牌。
- 女子劍擊選手周梓淇，在女子佩劍個人賽4強賽，負於趙媛媛，因賽事不設季軍戰，為香港取得一面銅牌。

### 12月10日
- 滑浪風帆選手陳敬然，在首7場男子米氏板輕量級賽事中取得首名，由於多場比賽因風力不足而取消，以成績計算可提早取得金牌。
- 保齡球男子選手胡兆康於男子精英賽總分3669分，僅得第四名。

### 12月11日
- 滑浪風帆選手陳敬然，在餘下的兩場賽事再取得首名，勝出全部9場賽事，取得香港今屆第5面金牌。何智豪則在男子米氏板重量級中取得銀牌。陳慧琪則在女子滑浪風帆賽事與陳麗娜同分，但因得第一名較少，取得銀牌。
- 欖球代表隊於排名賽以 35:5 戰勝斯里兰卡队，獲得第五名。

### 12月12日
- 劍擊代表歐陽慧心、徐韻怡、周梓淇及鮑明慧在女子團體佩劍項目中，以 34:45 負於韩国队，取得一面銅牌。
- 劍擊代表張啟東、劉國堅、顏冠一及黃金球在男子團體花劍項目中，以 28:45 負於中国队，奪得一面銅牌。
- 田徑男子代表隊於4X100米接力決賽以40秒84僅得第八。
- 水球代表隊於排名賽以 5:0 戰勝菲律宾队，獲得第九名。
- 曲棍球代表隊於排名賽以 4:0 戰勝阿曼队，獲得第九名。

## 各項目取得獎牌
- 羽毛球：1金，1銀
- 健美：1金
- 單車：2金
- 桌球：2銀
- 劍擊：3銅
- 划船：1銀
- 游泳：1銅
- 三項鐵人：1銀
- 乒乓球：1金，2銀，2銅
- 舉重：1銅
- 劍擊：3銅
- 滑浪風帆：1金，2銀
- 武術：1銀

## 資料來源
1. ↑  港選手淋雨企足8小時 團長不滿開幕安排明報 12月3日（香港時間）

- 第十五屆多哈亞運會2006中國香港代表團今舉行升旗禮
- 港隊最新戰況
- 多哈亞運新聞特輯 明報新聞網
- 香港代表成績（页面存档备份，存于） 多哈亞運會網站